# Bagepalli
Bagepalli é uma panchayat (vila) no distrito de Kolar, no estado indiano de Karnataka.

## Geografia
Bagepalli está localizada a 13° 47′ N, 77° 47′ L. Tem uma altitude média de 707 metros (2319 pés).

## Demografia
Segundo o censo de 2001, Bagepalli tinha uma população de 20 120 habitantes. Os indivíduos do sexo masculino constituem 52% da população e os do sexo feminino 48%. Bagepalli tem uma taxa de literacia de 63%, superior à média nacional de 59,5%; com 56% para o sexo masculino e 44% para o sexo feminino. 12% da população está abaixo dos 6 anos de idade.